# Kloé
A Kloé görög eredetű női név, Démétér földistennő mellékneve, a jelentése: zöldellő ill. zsenge fű.

## Gyakorisága
Az 1990-es években szórványos név, a 2000-es években nem szerepel a 100 leggyakoribb női név között.

## Névnapok
- június 21.[2]

## Híres Kloék
- Chloë Sevigny amerikai színésznő